# 국어 (역사서)
《국어》(國語)는 주나라 좌구명이 《춘추좌씨전》을 쓰기 위해 춘추시대(春秋時代) 8국의 역사를 나라별로 적은 책으로 주어(周語), 노어(魯語), 제어(齊語), 진어(晋語), 정어(鄭語), 초어(楚語), 오어(吳語), 월어(越語)로 구성되어 있다. 《춘추좌씨전》의 외전이라는 의미로 《춘추외전》(春秋外傳)이라고도 한다.